# Vlaka (wyspa)
Vlaka – chorwacka wysepka znajdująca się 6,2 km zachód od miasta Hvar i 140 m na północ od wyspy Sveti Klement. Jej powierzchnia wynosi 2,13 ha; długość linii brzegowej 560 m, długość ok. 200 m, a szerokość do 150 m. Najwyższy punkt ma 15 m n.p.m. Wyspa należy do archipelagu Paklińskiego.